# Tempodrom
El Tempodrom es un recinto multiusos de la ciudad de Berlín que alberga diversos tipos de eventos como conciertos, galas y conferencias. Inicialmente fue establecido como una gran carpa de circo ubicada cerca de la parte oeste del Muro de Berlín, pero posteriormente, luego de ciertos cambios en su localización, fue construida una estructura definitiva .

## Diseño
El aspecto arquitectónico más resaltante es su techo, armado en forma de carpa de circo que se eleva a 30 metros en el centro del recinto.
El espacio cuenta con diversas salas en las cuales se pueden acomodar diversas cantidades de personas. La arena principal o Big Arena es un anfiteatro con capacidad de 3.500 personas compuesto por un círculo superior y otro inferior, este último se puede retraer para aumentar el diámetro del piso. Por otro lado se encuentra la Small Arena que es un edificio aparte con un escenario flexible para eventos más pequeños, con una capacidad de 400 personas.